# Werelddag zonder tabak

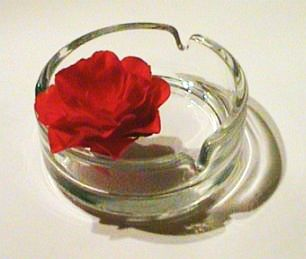
Een asbak met verse bloemen is het symbool voor de werelddag zonder tabak

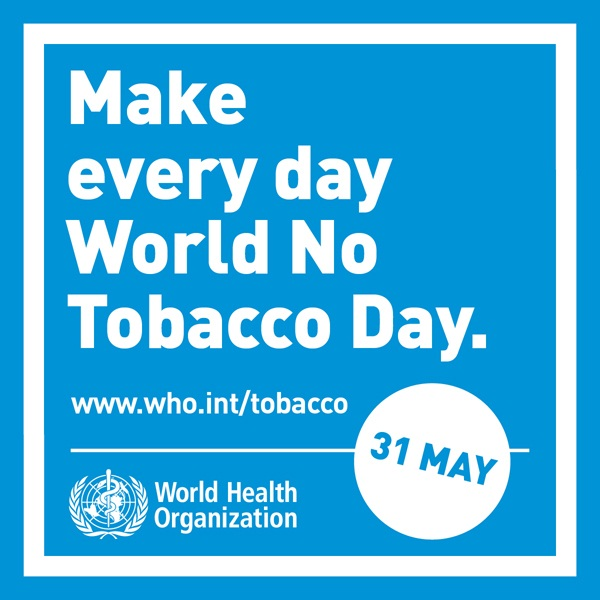
Poster van de Werelddag zonder tabak van de WHO in 2018

Werelddag zonder tabak (internationaal: World No Tobacco Day) is wereldwijd initiatief van de lidstaten van de World Health Organization (WHO). De werelddag is opgericht in 1987 en vindt jaarlijks plaats op 31 mei. Het is bedoeld om wereldwijd de aandacht te vestigen op de wijdverbreide prevalentie van roken en de negatieve effecten daarvan op de gezondheid, die op dit moment leiden tot 5,4 miljoen doden wereldwijd per jaar. 

## Thema's
Jaarlijks wordt een thema gekozen:
- 2025 Unmasking the appeal: Exposing industry tactics on tobacco and nicotine products
- 2024 Protecting children from tobacco industry interference
- 2023 We need food, not tobacco
- 2022 Tobacco: Threat to our environment
- 2021 Commit to quit
- 2020 Tobacco and related industry tactics to attract younger generations[1]
- 2019 Tobacco and lung health
- 2018 Tobacco breaks hearts
- 2017 Tobacco – a threat to development
- 2016 Get ready for plain packaging
- 2015 Stop illicit trade of tobacco products
- 2014 Raise taxes on tobacco
- 2013 Ban tobacco advertising, promotion and sponsorship
- 2012 Tobacco industry interference
- 2011 The WHO Framework Convention on Tobacco Control
- 2010 Gender and tobacco with an emphasis on marketing to women
- 2009 Tobacco health warnings
- 2008 Tobacco-free youth
- 2007 Smoke free inside
- 2006 Tobacco: deadly in any form or disguise
- 2005 Health professionals against tobacco
- 2004 Tobacco and poverty, a vicious circle
- 2003 Tobacco free film, tobacco free fashion
- 2002 Tobacco free sports
- 2001 Second-hand smoke kills
- 2000 Tobacco kills, don't be duped
- 1999 Leave the pack behind
- 1998 Growing up without tobacco
- 1997 United for a tobacco free world
- 1996 Sport and art without tobacco: play it tobacco free
- 1995 Tobacco costs more than you think
- 1994 Media and tobacco: get the message across
- 1993 Health services: our windows to a tobacco free world
- 1992 Tobacco free workplaces: safer and healthier
- 1991 Public places and transport: better be tobacco free
- 1990 Childhood and youth without tobacco: growing up without tobacco
- 1989 Women and tobacco: the female smoker: at added risk
- 1988 Tobacco or Health: choose health